# MBDA
Az MBDA a világ egyik vezető hadiipari vállalata, amely rakéták, robotrepülőgépek és más precíziós fegyverek fejlesztésével és gyártásával foglalkozik. A cég 2001-ben alakult több nagynevű európai fegyvergyártó vállalat összeolvadásából. A francia központú vállalatot jelenleg a brit BAE Systems, az Airbus, valamint az olasz Leonardo konszernek birtokolják.
Az MBDA az egyetlen hadipari vállalat, amely rakétarendszereket kínál mindhárom területen: földi, vízi és légi célpontok ellen egyaránt. A cég világszerte mintegy 12 ezer főt foglalkoztat, 2020-van árbevétele elérte a 3,6 milliárd EUR-ot.

## Cégtörténet
A hidegháború végével az európai védelmi ipart is utolérte a konszolidáció korszaka. Az egyes országok védelmi kiadásai drasztikusan csökkentek, az Európában működő hasonló profilú cégek nem lettek volna képesek talpon maradni, pláne nem egymással versenyezni. Ennek következtében a kontinens szinte valamennyi védelmi célú rakétatechnológiával foglalkozó vállalata több lépcsőben összeolvadt és így született meg 2001-ben az MBDA vállalatcsoport.
1996-ban jött létre a brit BAe Dynamics és a francia Matra Défense összeolvadásával a Matra BAe Dynamics vállalat, amely a későbbi MBDA alapját adta. A cég nevében máig az alapító két vállalat kezdőbetűi tükröződnek.  
1998-ban a brit GEC-Marconi Radar & Defence és az olasz Alenia Difesa összeolvadásával létrejött Alenia Marconi Systems.
2001-ben a fenti két vállalat: a Matra BAe Dynamics és az Alenia Marconi Systems, valamint a EADS Aerospatiale Matra Missles (a későbbi Airbus Group egy cége) összeolvadásával született meg az MBDA konszern.
Az MBDA felvásárlásokkal bővítette portfólióját. 2006-ban megvásárolta és magába olvasztotta német LFK rakétagyártó céget. 2006-ban kerül a céghez a német TDW, amely robbanófejek, harci részek fejlesztésével foglalkozik. A MBDA 2007-ben megvásárolták a német Bayern-Chemie GmbH-t, Európa vezető rakétahajtóanyag-gyártó vállalatát.  Ezekkel a felvásárlásokkal az MBDA a cégcsoporton belül képes elállítani a rakétafegyverek gyártásához szükséges valamennyi komponenst.

## Termékportfólió
Az alábbiakban az MBDA vállalat még gyártásban illetve fejlesztés alatt lévő rendszerei kerülnek bemutatásra a gyártó honlapján közölt információk alapján. Régebbi, már nem forgalmazott rendszerek nem szerepelnek itt. 

#### Repülőgép fedélzeti fegyverek (levegő-levegő, levegő-föld)[3]
- ASMPA - nukleáris töltetű levegő föld rakéta, a francia légierő elsődleges nukleáris csapásmérő fegyvere. Nem exportálható.
- SAPHIR-400 - zavaró töltet szóró rendszer A400M repülőgép számára
- ASRAAM - kis hatótávolságú infravörös rávezetésű légiharc-rakéta
- SAPHIR-M / ELIPS-NH - zavaró töltet szóró rendszer helikopterek számára
- BANG - 125, 250 és 1000 kg-os bombák, amelyeket különféle lézeres és GPS rávezető kittekkel lehet felszerelni. Lényegében az amerikai Mk.81 Mk.82 és az Mk.84 bombák európai megfelelői, amelyek rávezető kittekkel a Paveway irányított bombacsaláddal egyenértékű fegyverrendszernek tekinthető.
- SMART GLIDER - nagy hatótávolságú (kb. 100km) irányított siklóbomba-család, amely mozgó és statikus célpontok ellen egyaránt bevethető. Az amerikai SDB és Strombreaker (SDB II) európai megfelelőinek tekinthető ez a típus.
- BRIMSTONE - Félaktív lézeres (SAL) és radaros vezérlést alkalmazó kis méretű (50 kg) rakéta elsősorban mozgó földi célpontok ellen ideális. Az amerikai Hellfire rakéta továbbfejlesztésének tekinthető.
- SPEAR - 100 kg tömegű elektro-optikai és GPS/INS rávezetést egyaránt használó robotrepülőgép, amely mozgó és statikus célpontok ellen egyaránt bevethető. Egy felfüggesztési pontra akár 3-6 SPEAR is felfüggeszthető. Létezik elektronikai zavaró változata is amely egy célterület fölött körözve akadályozza az ellenséges légvédelem hatékony működését.
- DDM-NG - rakétaindítást jelző rendszer a Rafale vadászgép számára
- SPECTRA - integrált önvédelmi rendszer a Rafale vadászgép számára
- ECLAIR-M - kiegészítő zavarótöltet-szóró a Mirage-2000 vadászgép számára
- SPIRALE - zavarótöltet-szóró a Mirage-2000 vadászgép számára
- ELIPS - zavarótöltet-szóró rendszer
- STORM SHADOW / SCALP - 250 km-t meghaladó hatótávolságú robotrepülőgép, amely elektro-optikai és GPS/INS rávezetést egyaránt használ.
- METEOR - közepes és nagy hatótávolságú légiharc-rakéta aktív radaros rávezetéssel
- TAURUS KEPD 350E - 500 km-t meghaladó hatótávolságú robot repülőgép, amely elektro-optikai és GPS/INS rávezetést egyaránt használ. Kifejezetten megerősített épültek, bunkerek ellen hatásos.
- MICA - közepes hatótávolságú légiharc-rakéta, amely infravörös és aktív radaros rávezetéssel egyaránt elérhető
- VIPER-E  - kis méretű páncélozott célok elleni precíziós siklóbomba, drónok fegyverzeteként ideális. Az amerikai MRLS rakétarendszer BAT néven ismert résztöltetére épül. A VIPER-E GPS/INS illetve lézeres (SAL) rávezetést alkalmaz. Tömege mindössze 19 kg.

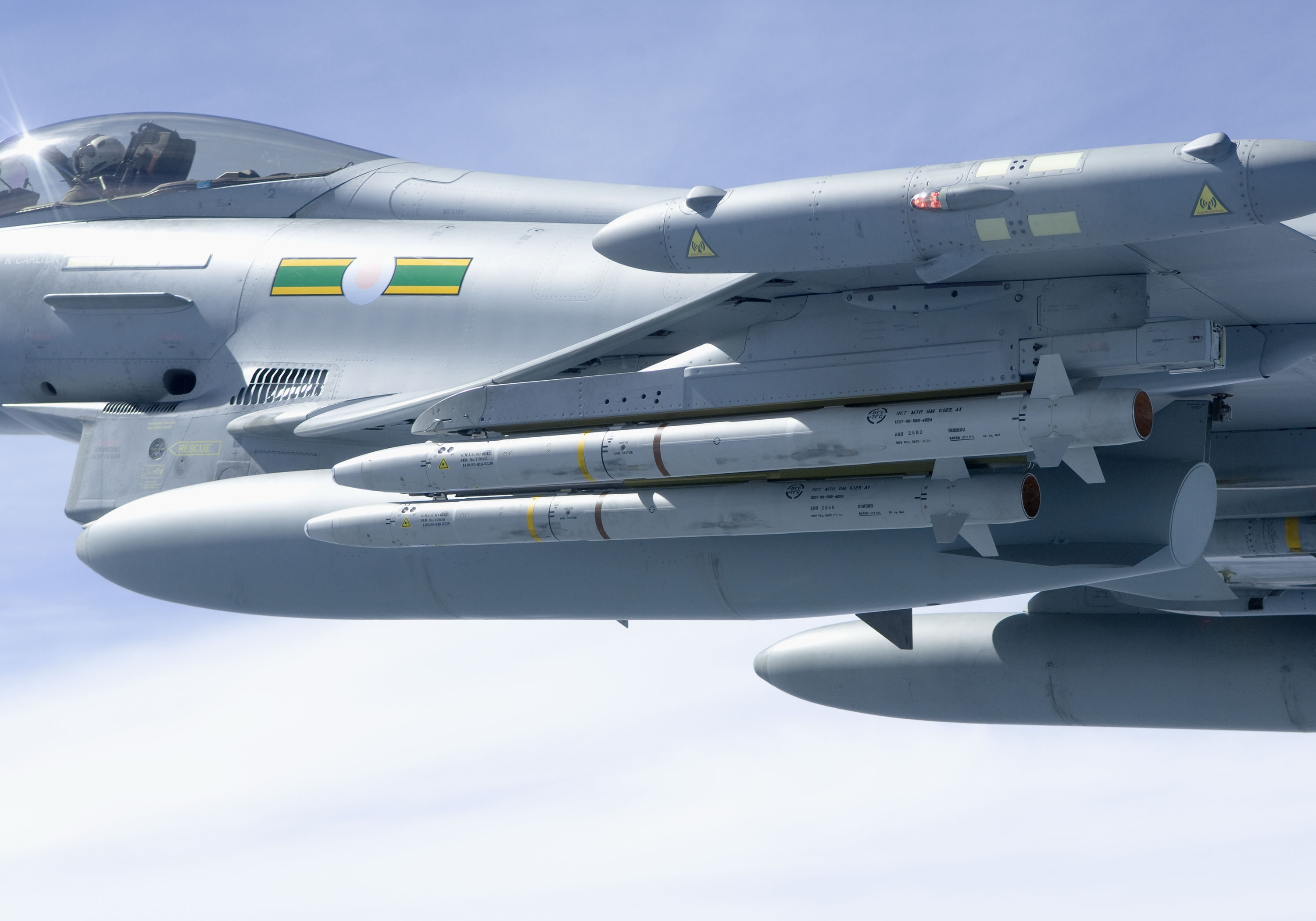
ASRAAM rakéták
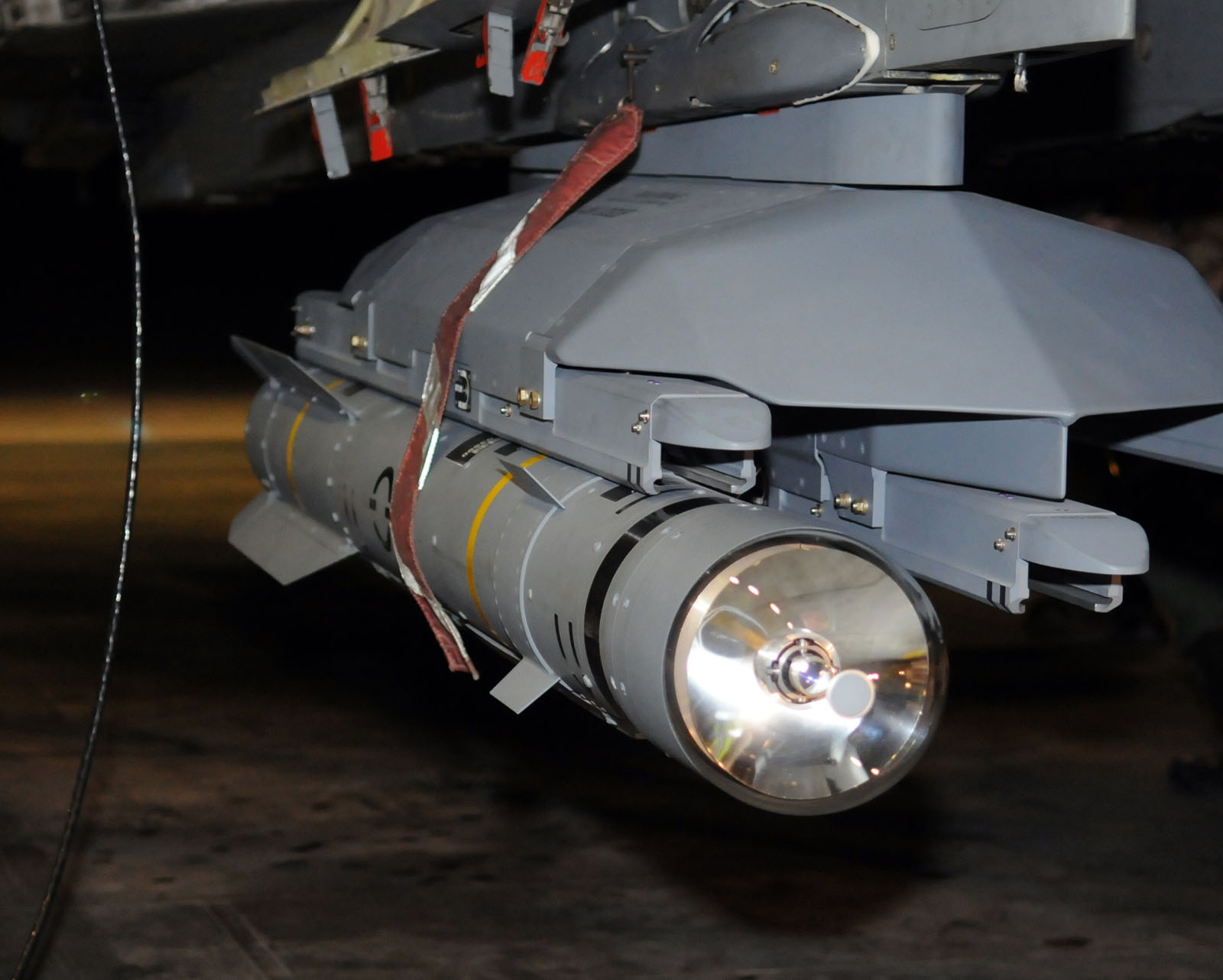
Brimstone rakéta
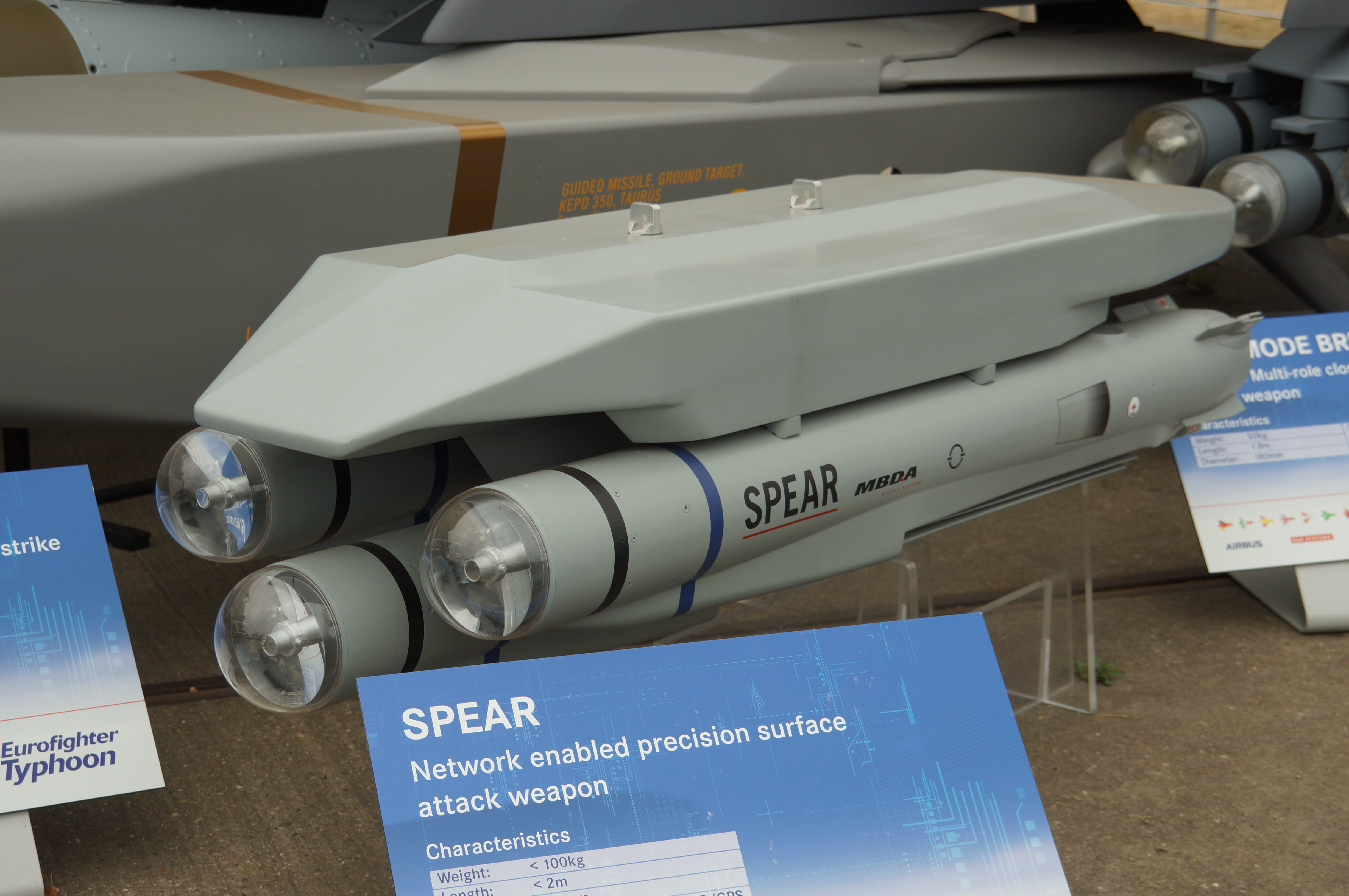
SPEAR rakéta
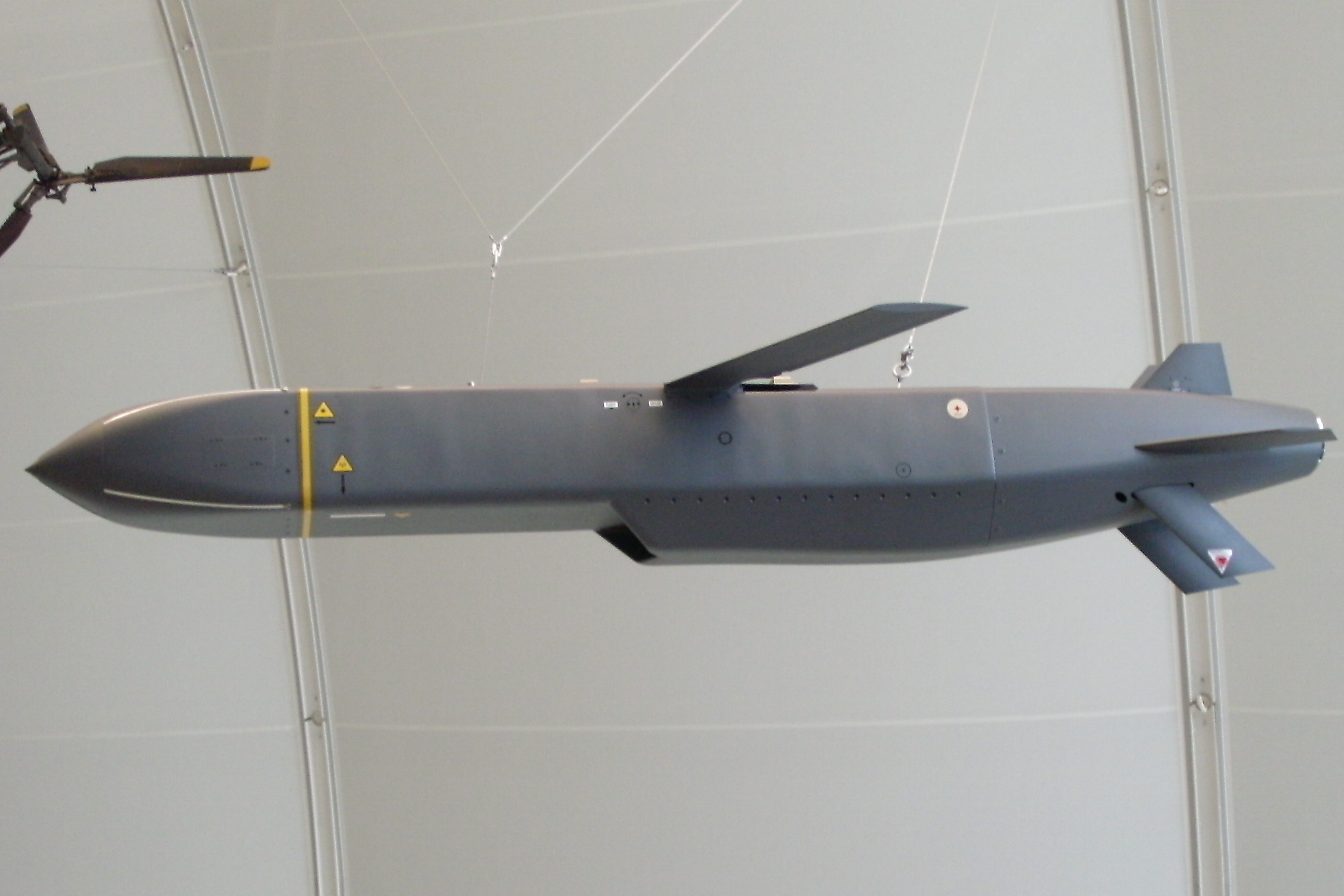
Storm Shadow robotrepülőgép kiállítva
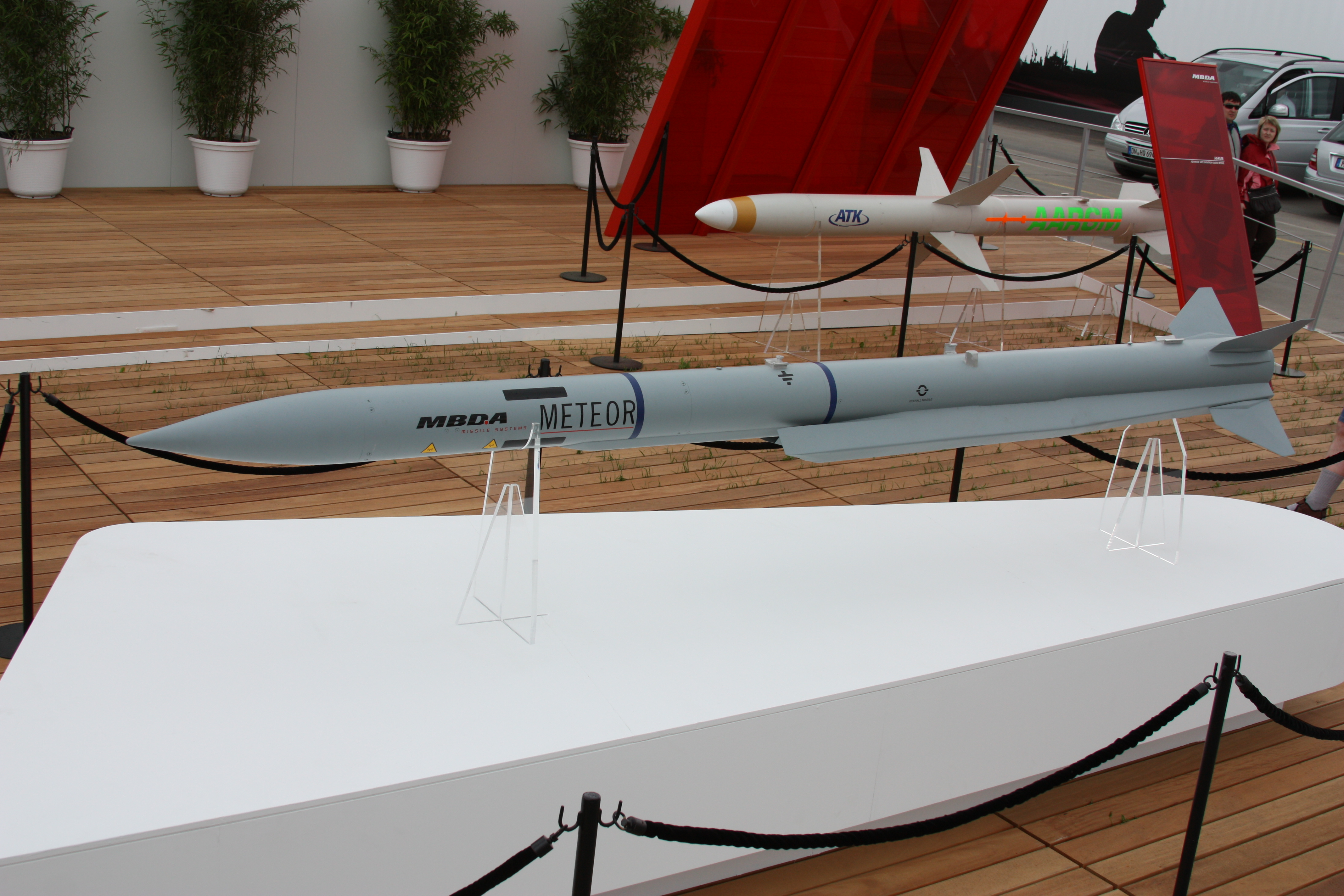
Meteor légiharc-rakéta
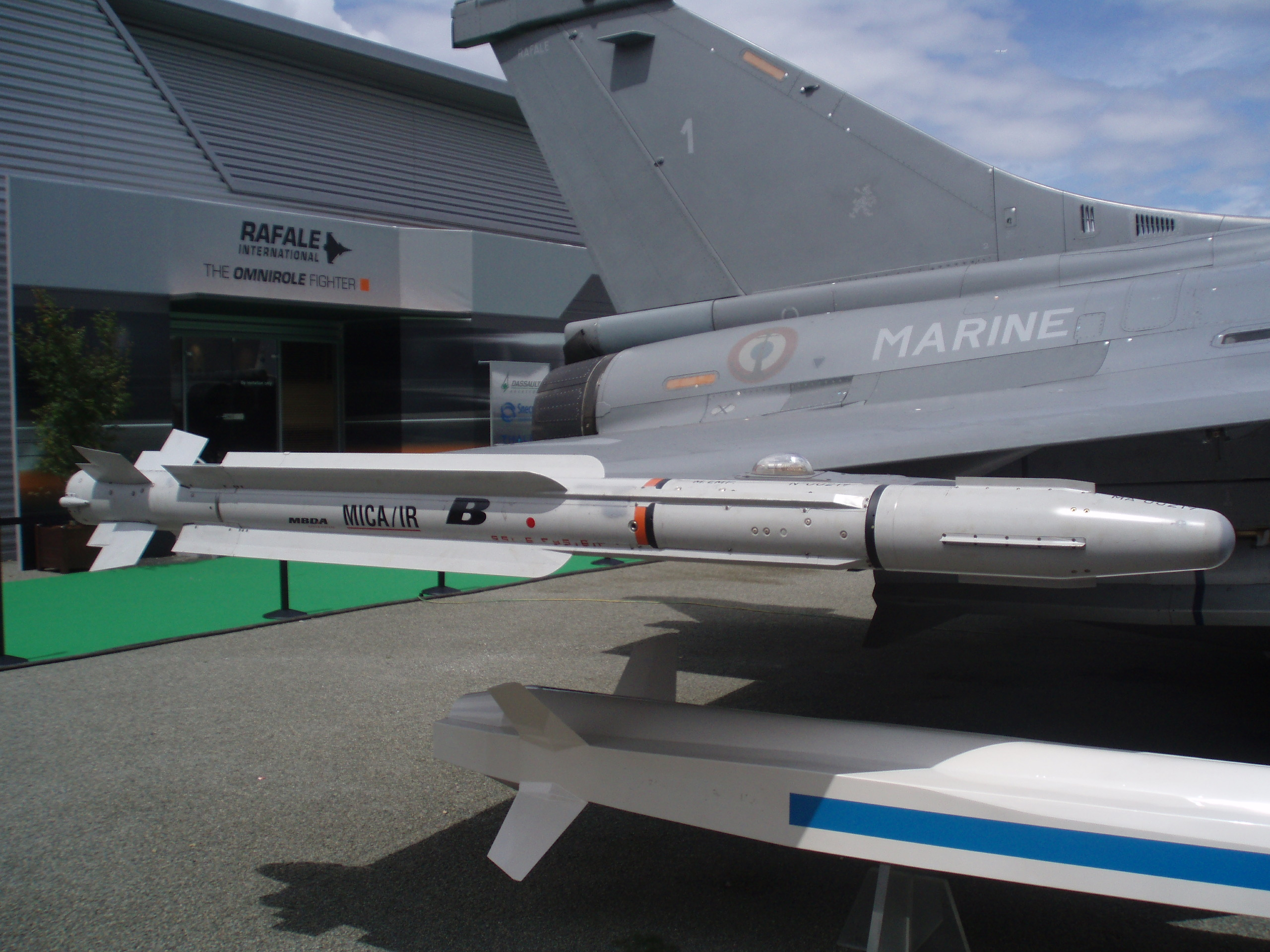
Infravörös irányítású MICA

#### Földi telepítésű légvédelmi rendszerek (föld-levegő)[3]
- ASPIDE 2000 - 20-25 km hatótávolságú félaktív radaros rávezetésű légvédelmi rakétarendszer
- MISTRAL ATLAS - kézi irányzású kétrakétás Mistral légvédelmi rendszer, amelyet a Magyar Honvédség is alkalmaz. Hatótávolsága 8 km.
- ASTER 30-SAMP/T - nagy hatótávolságú (100+ km), taktikai ballisztikus rakéták lelövésére is alkalmas légvédelmi rakétarendszer
- MISTRAL MANPADS - kézi irányzású egyrakétás Mistral légvédelmi rendszer, Hatótávolsága 7,5 km.
- CAMM (LAND APPLICATION) - kis és közepes hatótávolságú (25+ km) légvédelmi rakétarendszer, amely részben az ASRAAM rakétára technológiájára épül, de azzal ellentétben aktív radaros rávezetést alkalmaz.
- MPCV - 4 db Mistral rakéta és egy 12,7 mm-es géppuska hordozására és bevetésére alkalmas távirányítású fegyvertorony (RCWS) könnyű páncélzatú járművek számára.
- CAMM-ER - közepes hatótávolságú (40+ km) aktív radaros rávezetésű légvédelmi rakéta, amely részben a CAMM rakéta megnövelt méretű és hatótávolságú változata
- PLATOON COMMAND POST - mobil harcálláspont, irányító központ (C2) légvédelmi rakéta rendszerek számára
- EMADS - A CAMM rakétacsaládra épülő komplex légvédelmi rendszer, amely az irányító központot, a radart és az indítókat is tartalmazza. Brit szolgálatban Sky Sabre néven ismert.
- SKY WARDEN - drón elhárító illetve zavaró rendszer, amely lézert vagy más "effektort" is képes a célpont ellen bevetni.
- LICORNE - mobil harcálláspont, irányító központ (C2) Mistral légvédelmi rakéta rendszerek számára
- SPADA 2000 - mintegy 20 km hatótávolságú félaktív radaros rávezetésű  légvédelmi rakétarendszer, amely részben az ASPIDE 2000 rakétára technológiájára épül.
- MCP / IMCP - mobil harcálláspont, irányító központ (C2) Mistral légvédelmi rakéta rendszerek számára. AZ MCP-t a Magyar Honvédség is rendszeresítette a Mistral ATLAS légvédelmi indítók harcának koordinálásához.
- TLVS - kis és közepes hatótávolságú légvédelmi rakéta rendszer, amely a IRIS-T SL és Patirot PAC-3 rakétára épül, kombinálva a két rendszer előnyeit.
- MISTRAL ALBI - kézi irányzású kétrakétás Mistral légvédelmi rendszer páncélozott harcjárművekhez. Nagyon hasonló az ATLAS-hoz, de a kezelő félig a járműbe "süllyesztve" foglal helyet.
- VL MICA - A MICA légharc rakéta földi indítású változata köré épülő légvédelmi rendszer. A rendszer hatótávolsága mintegy 20 kilométer.

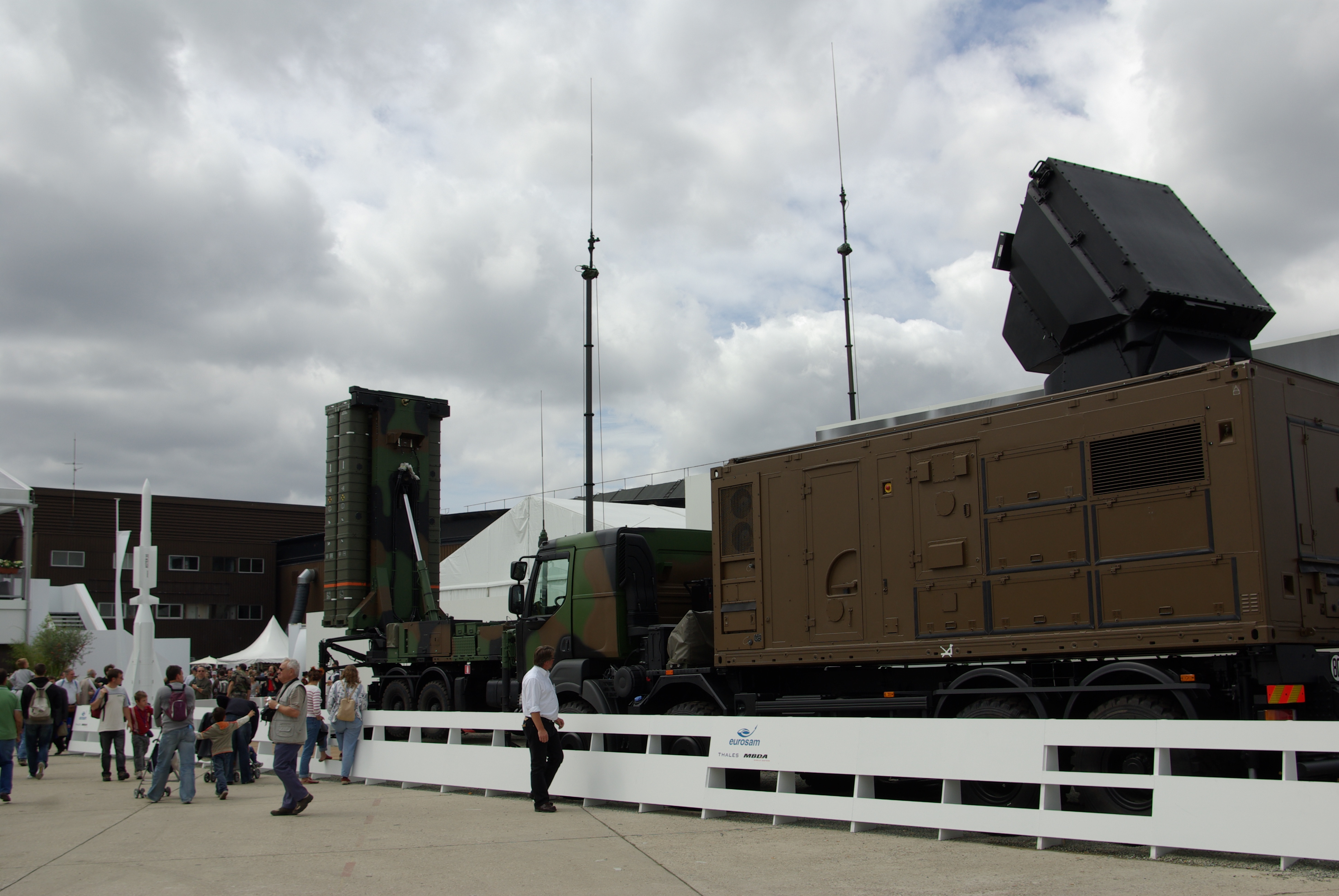
Aster 30 SAMP/T radar és indító
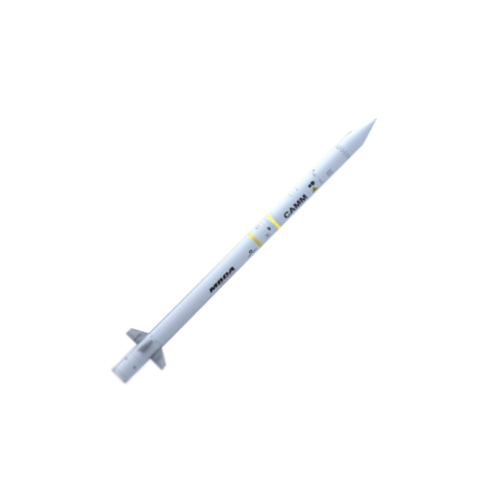
CAMM rakéta
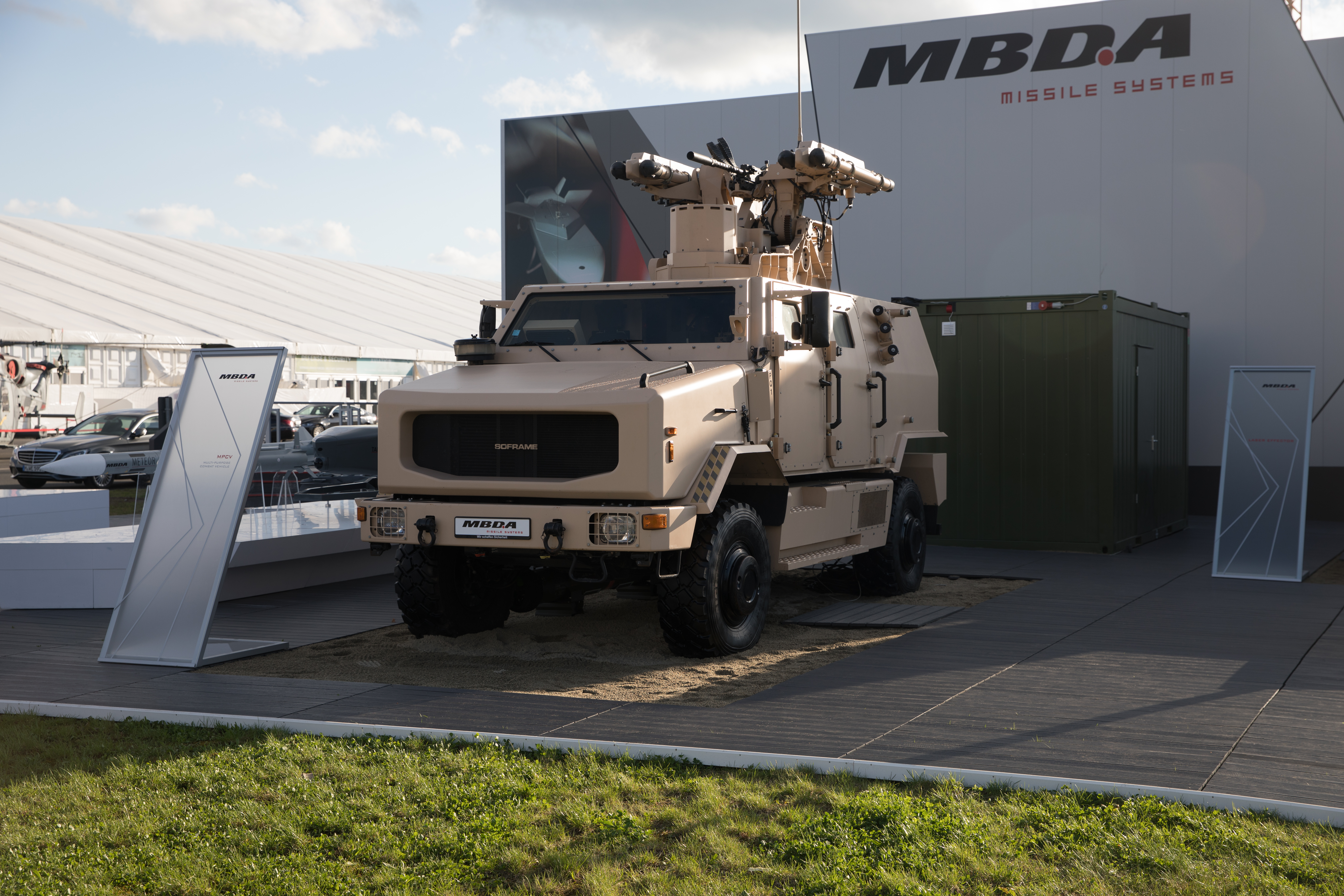
MPCV rendszer 4 Mistrallal
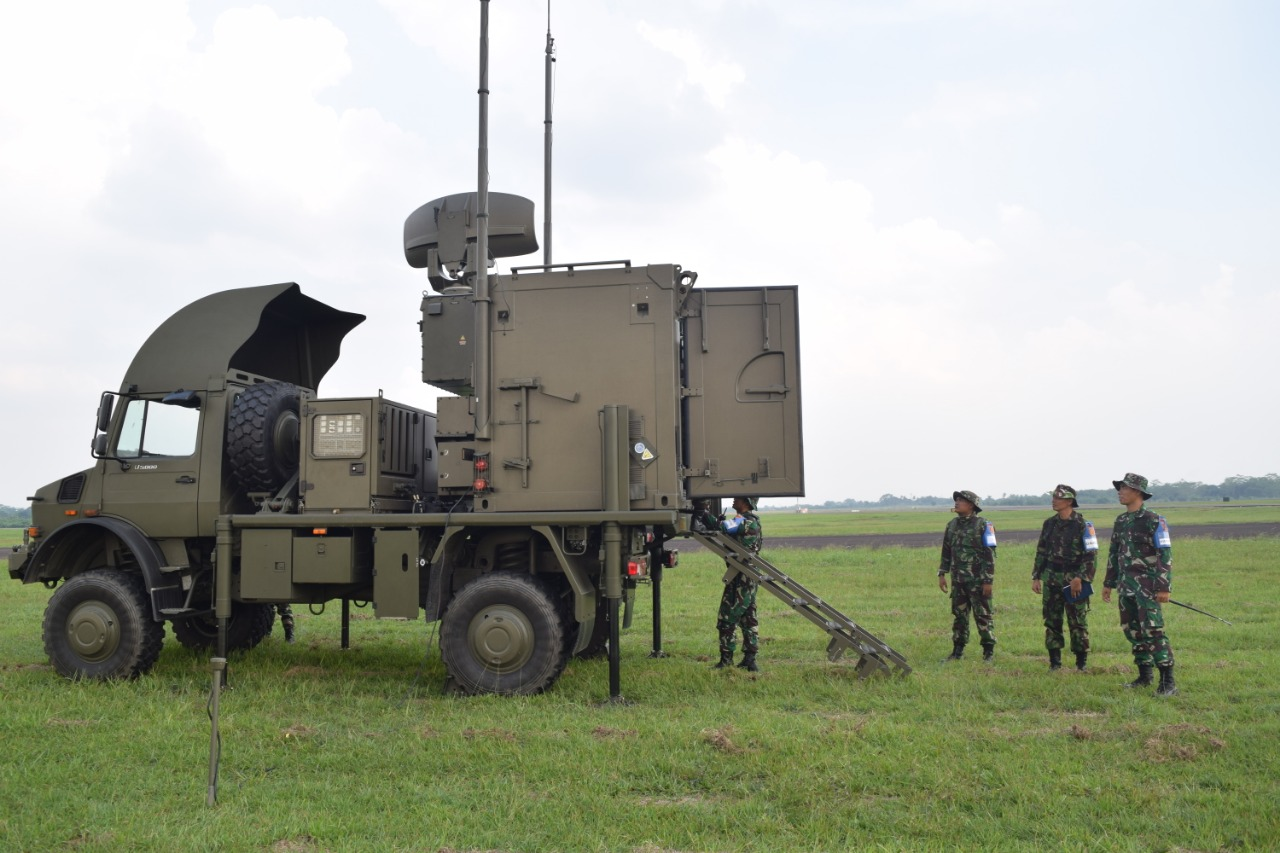
MCP vezetési pont
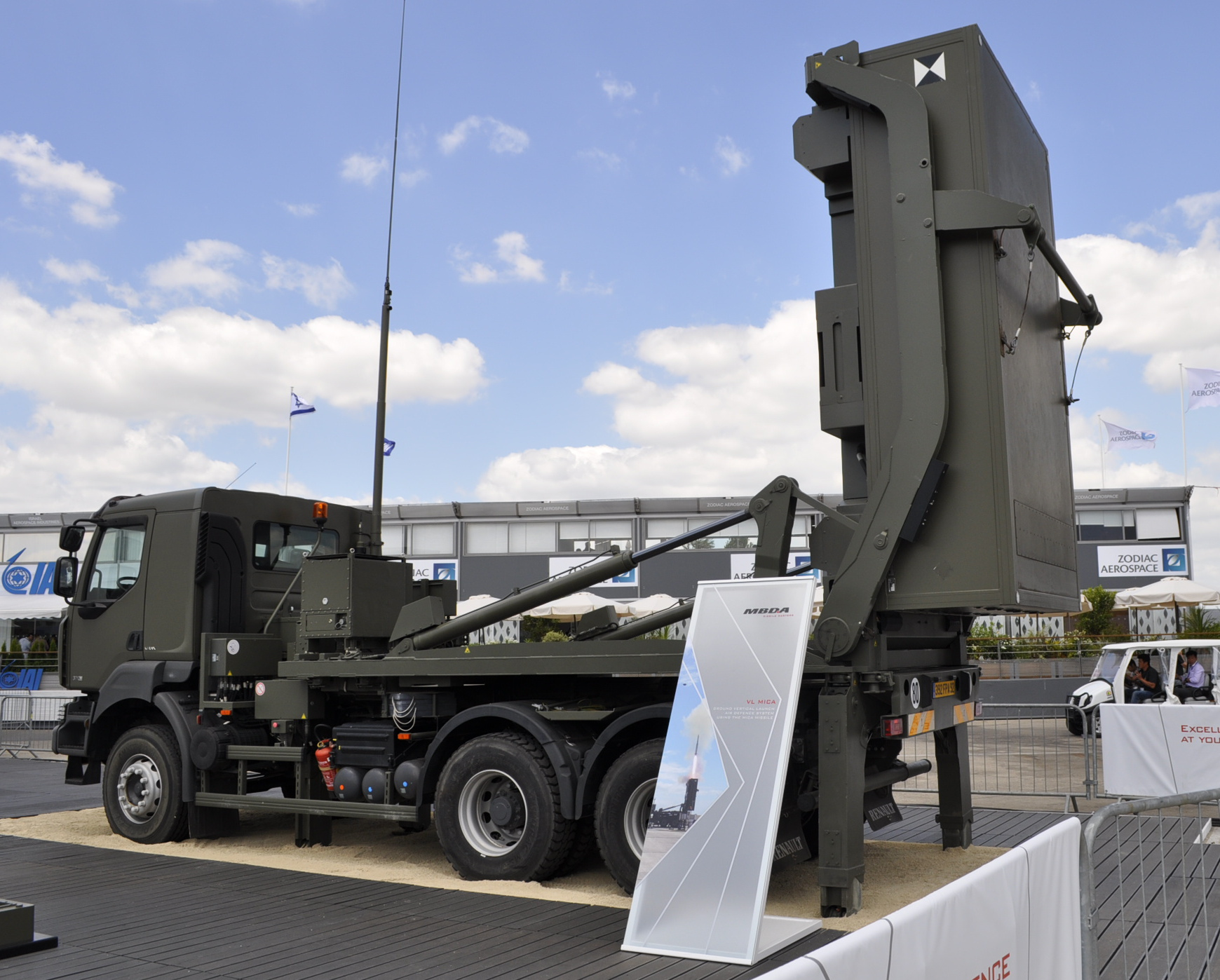
VL MICA indító

#### Páncéltörő és más taktikai, helikopterfedélzeti rakéták (föld-föld, levegő-föld) és rendszerek[3]
- DEDALE - aknamentesítő rendszer, amely aktiválja a mágnesességre érzékeny aknákat
- Akeron MP - (korábbi nevén MMP) elektro-optikai rávezetésű, felülről támadó páncéltörő rakéta 4000 méteres hatótávolsággal, 1000mm-es RHA áttörő képességgel. Lényegében a Spike és Javelin "európai" megfelelője.
- Akeron LP - (korábbi nevén MHT  illetve MAST-F) jelenleg még fejlesztés alatt álló páncéltörő és taktikai rakéta, amelyet az új Tiger Mk.III harci helikopter valamint a közös európai fejlesztésű drónok fegyverzetéül szánnak. A kombinált infravörös elektro-optikai és lézeres (SAL) vezérlésű rakéta hatótávolsága 8 és 20 km közé tehető az indítás magasságától függően. A rádiós adatkapcsolatnak köszönhetően az indító jármű a becsapódás pillanatáig irányíthatja a rakétát: például új célpontot jelölhet ki számára. Az Akeron LP rakéta viszonylag könnyű, így a Tiger Mk.III 12 irányított rakétát tud majd hordozni az eddigi 8 helyett. Az MHT rendszeresítése 2025-ben várható.[4]
- ENFORCER - vállról indítható irányított rakéta épületek és könnyen páncélozott célok ellen 2000 méteres hatótávolsággal
- MULTISORB® - multi-spektrális álcázó rendszer
- ERYX - Félaktív lézeres (SACLOS) rávezetésű páncéltörő rakéta 600 méteres hatótávolsággal, 900mm-es RHA áttörő képességgel
- PARS 3 LR - helikopter fedélzeti páncéltörő rakéta 7000 méteres hatótávolsággal
- MILAN ER - Félautomata parancsközlő (SACLOS) rávezetésű páncéltörő rakéta 3000 méteres hatótávolsággal, 1000mm-es RHA áttörő képességgel. Lényegében az amerikai TOW  "európai" megfelelője, amelynek gyökerei a hidegháború idejére nyúlnak vissza.
- SESAME - kiképző szimulátor kézi irányzású rakétákhoz (pl. Mistral)
- MISTRAL ATAM - helikopter indítású Mistral rakéta légi célok ellen
- VDM  - aknamentesítő rendszer

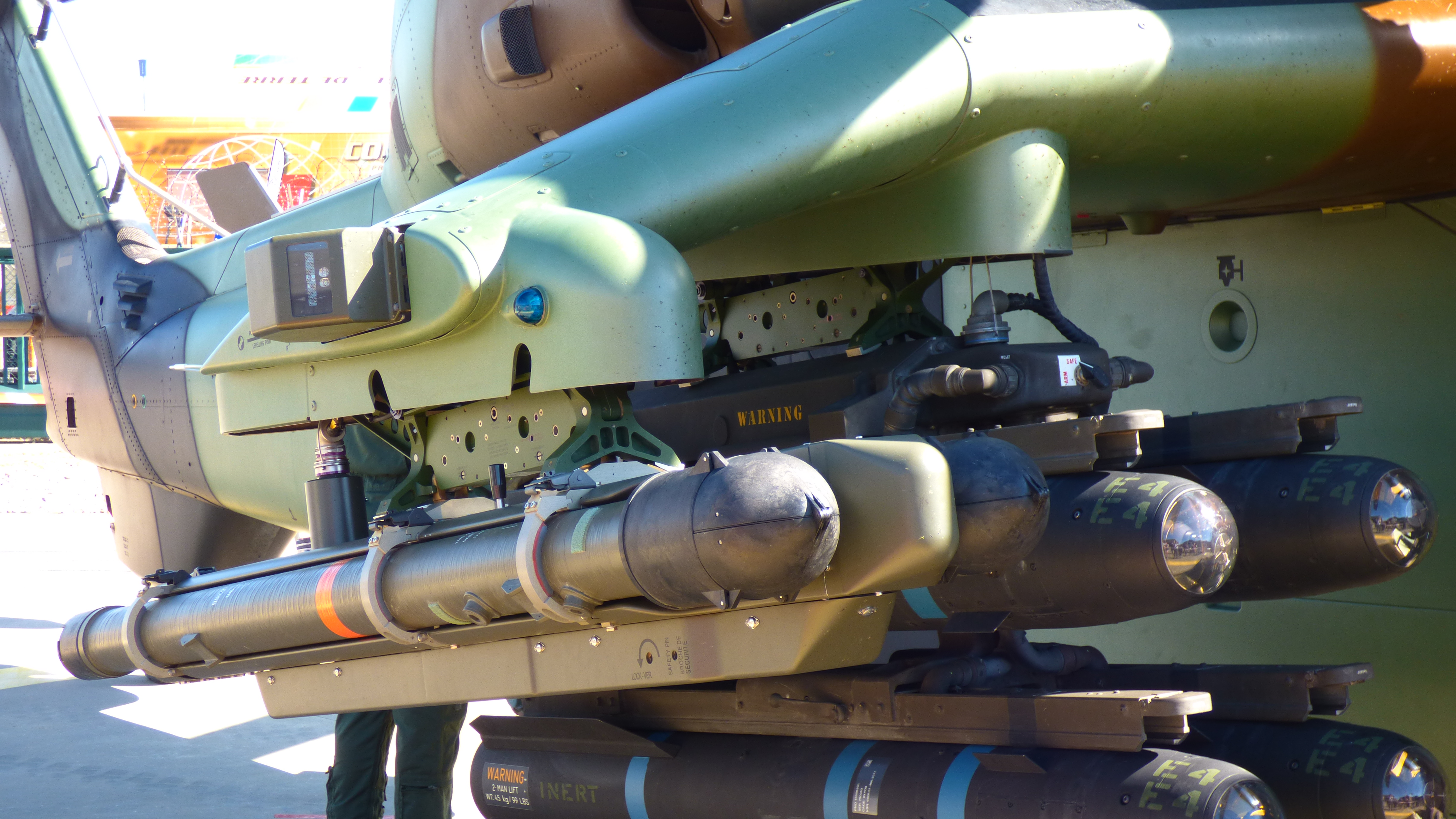
ATAM - légi indítású Mistral
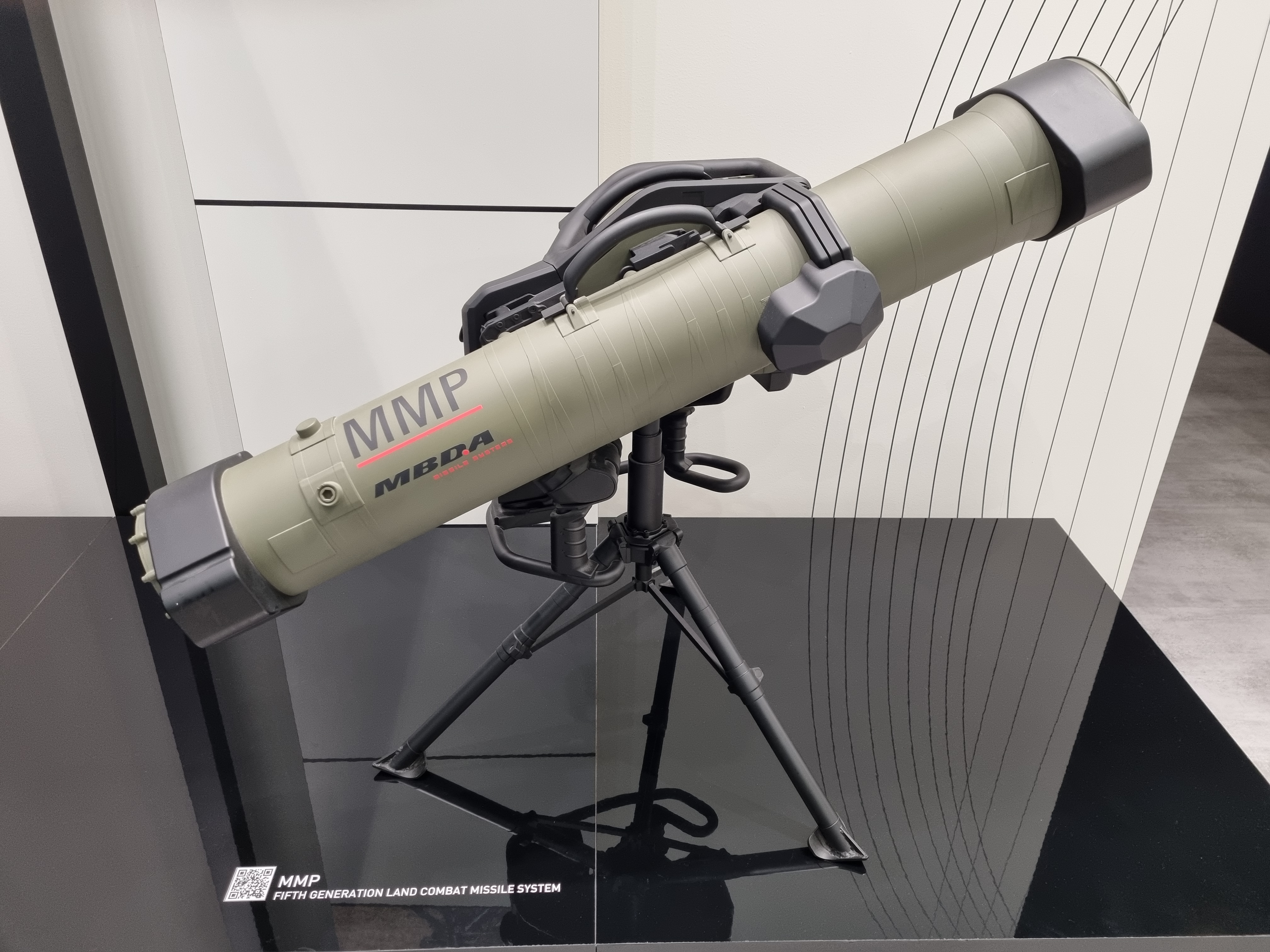
Az Akeron MP rakéta indítója
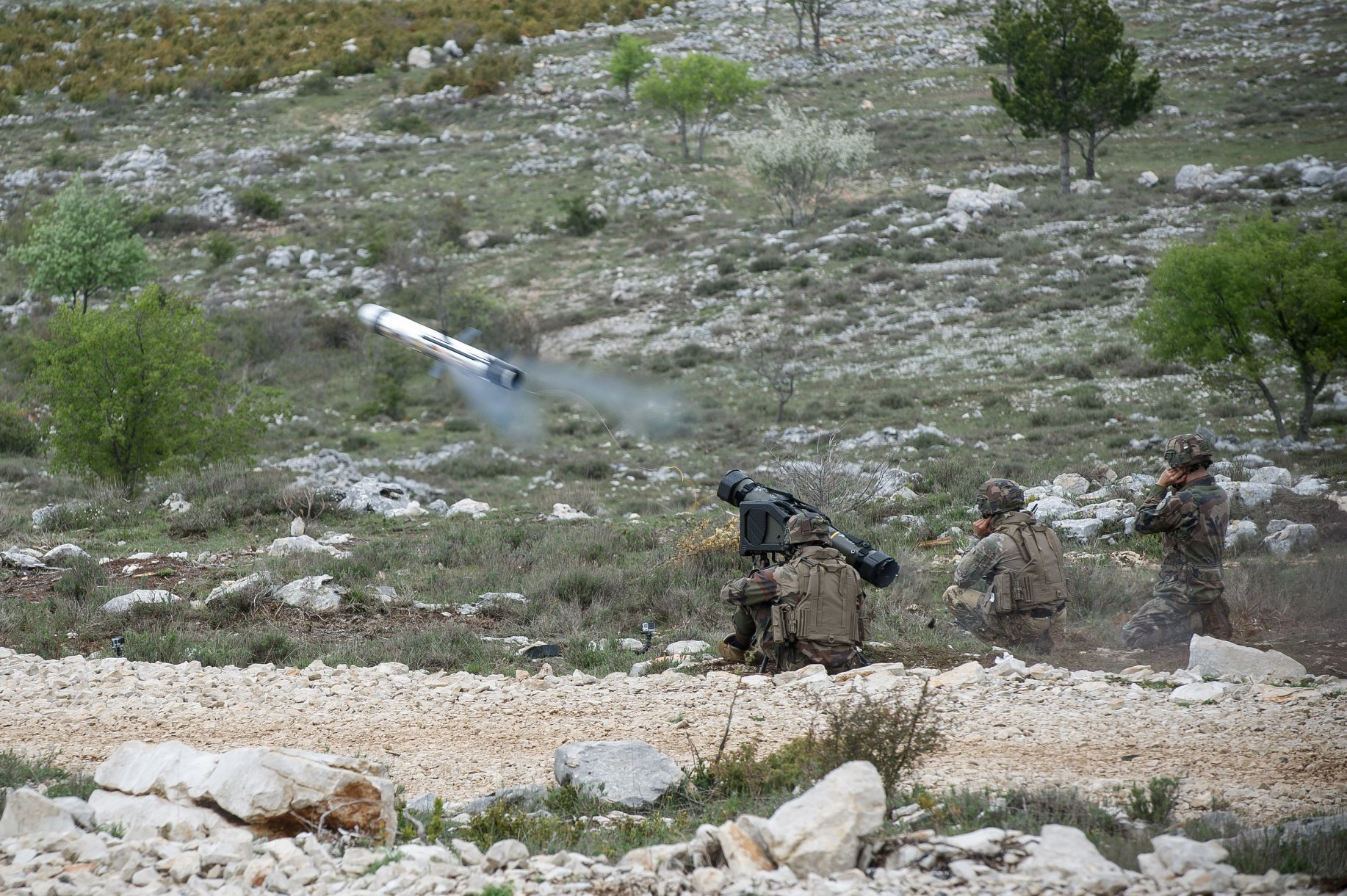
Az Akeron MP rakéta indítása
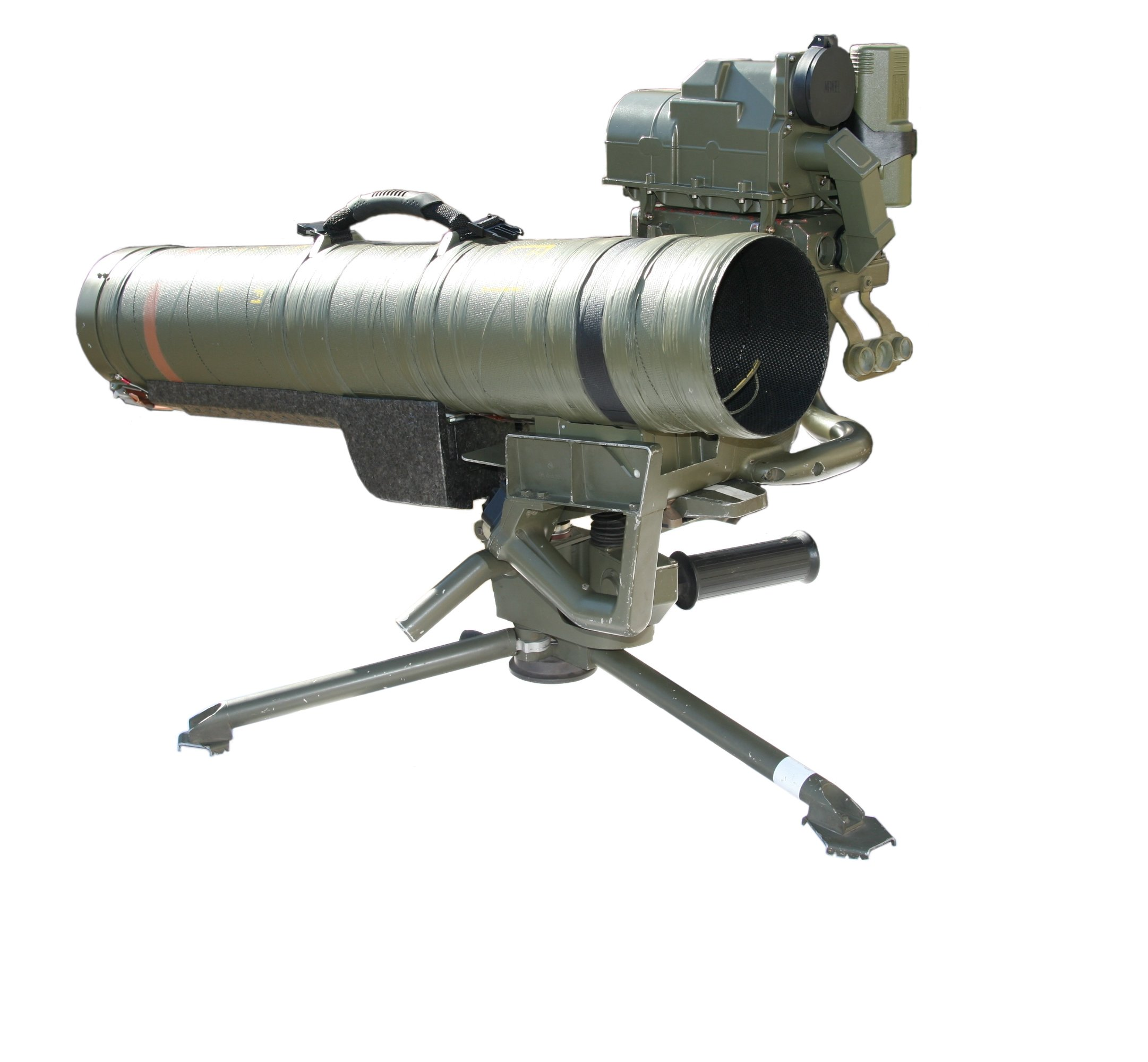
Eryx indító
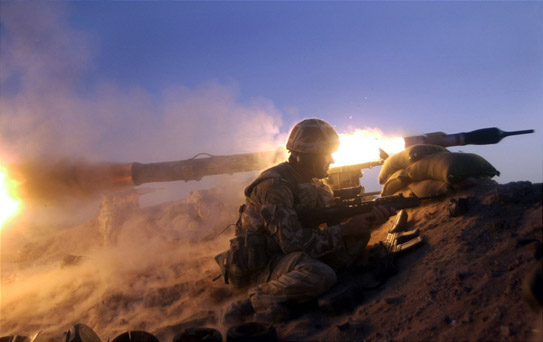
MILAN rakéta indítása
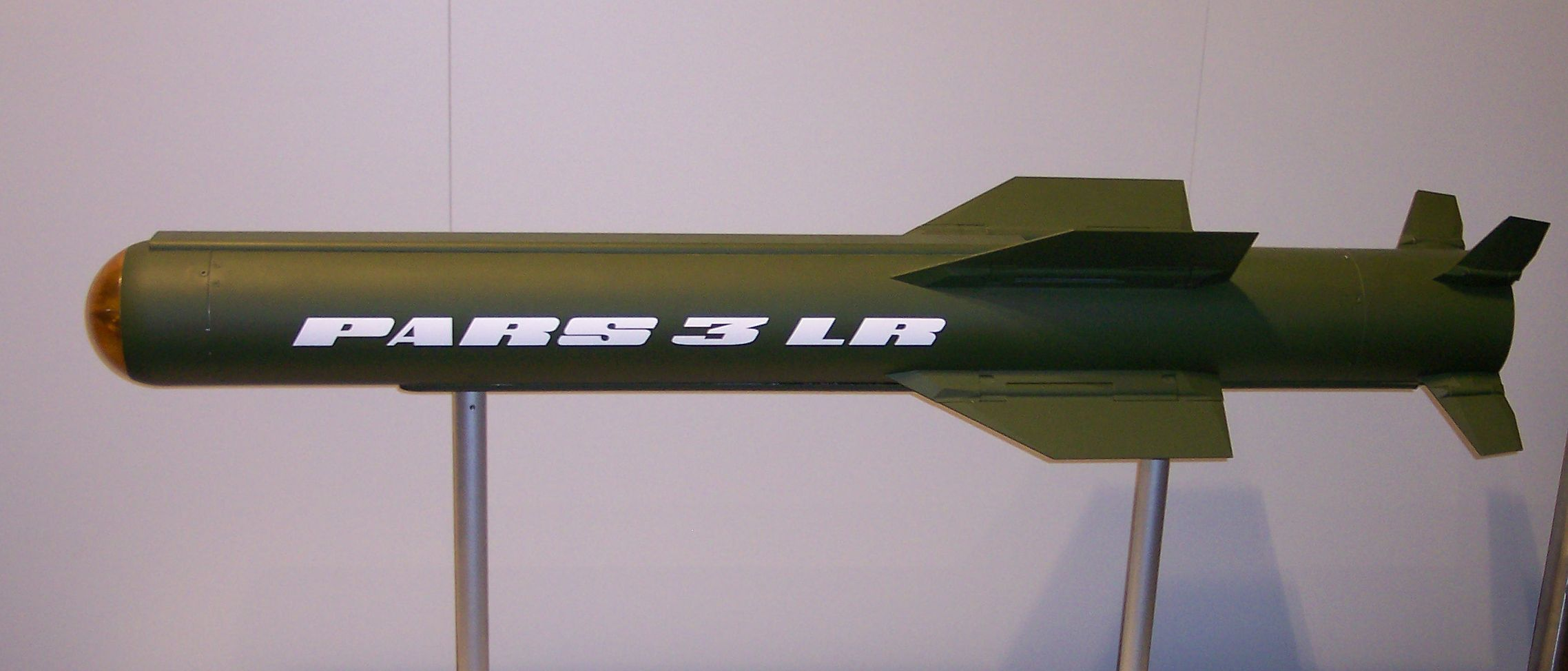
PARS 3 rakéta

#### Tengeri célok elleni rakéták  (föld-föld, levegő-föld)[3]
- ALBATROS - mintegy 25 km hatótávolságú félaktív radaros rávezetésű hajófedélzeti légvédelmi rakétarendszer, amely részben az ASPIDE 2000 rakétára technológiájára épül.
- MILAS - az OTOMAT MK.2 rakéta és a MU90 torpedó "összeházasításából" létrejött tengeralattjáró elhárító fegyver. Hatótávolság 5 és 35 kilométer közötti: ebben a sugarú körben bárhová képes eljuttatni a torpedót, ahol a tengeralattjáró tartózkodási helyét feltételezik szonár információk alapján. A torpedó a vízbeérve aktívan keresni kezdi a tengeralattjárót és megsemmisíti azt.
- ASTER 15 & 30 - közepes és nagy hatótávolságú aktív radaros rávezetésű hajófedélzeti légvédelmi rakétarendszer, amely ballisztikus rakéták megsemmisítésére is alkalmas
- MMP/SEA LAUNCHED - az MMP páncéltörő rakéta hajófedélzeti változata, amely kisebb hajók és naszádok megsemmisítésére alkalmas
- CAMM (MARITIME APPLICATION) - kis és közepes hatótávolságú (25+ km) hajófedélzeti légvédelmi rakétarendszer, amely részben az ASRAAM rakétára technológiájára épül, de azzal ellentétben aktív radaros rávezetést alkalmaz.
- MCDS: Mobile Coastal Defence System - A Marte robot repülőgépre épülő partvédelmi rendszer, amely a szárazföldtől mintegy 100 km-re lévő hajók megsemmisítésére alkalmas.
- EXOCET AM39 - Az Exocet rakéta légi indítású változata, amely mintegy 70 km-re lévő hajók megsemmisítésére alkalmas. Azon kevés modern hajó elleni fegyverek egyike, amely már harci körülmények között is süllyesztett el hadihajót. A rakéta nevéhez fűződik az HMS Sheffield brit romboló 1982-es elsüllyesztése a Falkland-szigetek közelében.
- MdCN – NCM - hajóról és tengeralattjáróról indítható robotrepülőgép, amely elsősorban statikus szárazföldi célpontok ellen használható. Lényegében az amerikai Tomahawk francia megfelelője.
- EXOCET MM40 BLOCK 3 - Az Exocet rakéta hajófedélzeti és szárazföldi indítású változata, amely mintegy 200 km-re lévő hajók megsemmisítésére alkalmas.
- OTOMAT MK2 BLOCK IV - Az olasz tervezésű hajófedélzeti indítású OTOMAT Mk.2 rakéta, amely mintegy 200 km-re lévő hajók megsemmisítésére alkalmas.
- EXOCET MOBILE COASTAL - Az Exocet rakéta szárazföldi indítású, partvédelmi változata, amely mintegy 200 km-re lévő hajók megsemmisítésére alkalmas.
- SEA CEPTOR - A CAMM rakétára épülő hajófedélzeti légvédelmi rendszer, amelynek hatótávolsága 25 km.
- EXOCET SM39 - A tengeralattjárók torpedóvető-csövéből indítható Exocet rakéta
- SEA RANGER - integrált fegyverrendszer kis méretű hadihajók számára, amely a Marte Mk2, a tengeri indítású Brimstone és Mistral SIMBAD köré épül
- MARITIME BRIMSTONE -  tengeri indítású Brimstone
- SEA VENOM/ANL - kifejezetten hajófedélzeti helikopterek számára kifejlesztett könnyű hajó elleni rakéta. Az infravörös képalkotó irányítású rakéta tömege mindössze 120 kg, hatótávolság több mint 20 km.
- MARTE ER - Több mint 100 km hatótávolságú hajó elleni robotrepülőgép, amely a Marte Mk.2 tovább fejlesztéseként született. Levegőből, hajóról és szárazföldről egyaránt indítható. A fegyver INS/GPS navigációt használ, a végfázisban pedig aktív radaros rávezetést alkalmaz.
- SIMBAD-RC - kétrakétás hajófedélzeti Mistral indító
- MARTE MK2/N - Hajófedélzeti indítású 30 km hatótávolságú közepes méretű hajó elleni rakéta, amely aktív radaros rávezetést alkalmaz.
- TESEO MK2/E - Hajófedélzeti indítású, mintegy 350 km hatótávolságú hajó elleni robotrepülőgép, amely kombinált aktív radaros és elektro-optikai rávezetést alkalmaz.
- MARTE MK2/S  - Helikopterről indítható mintegy 30 km hatótávolságú közepes méretű hajó elleni rakéta, amely aktív radaros rávezetést alkalmaz.
- VL MICA  - A MICA légharc rakéta földi indítású változata köré épülő hajófedélzeti légvédelmi rendszer. A rendszer hatótávolsága mintegy 20 kilométer.

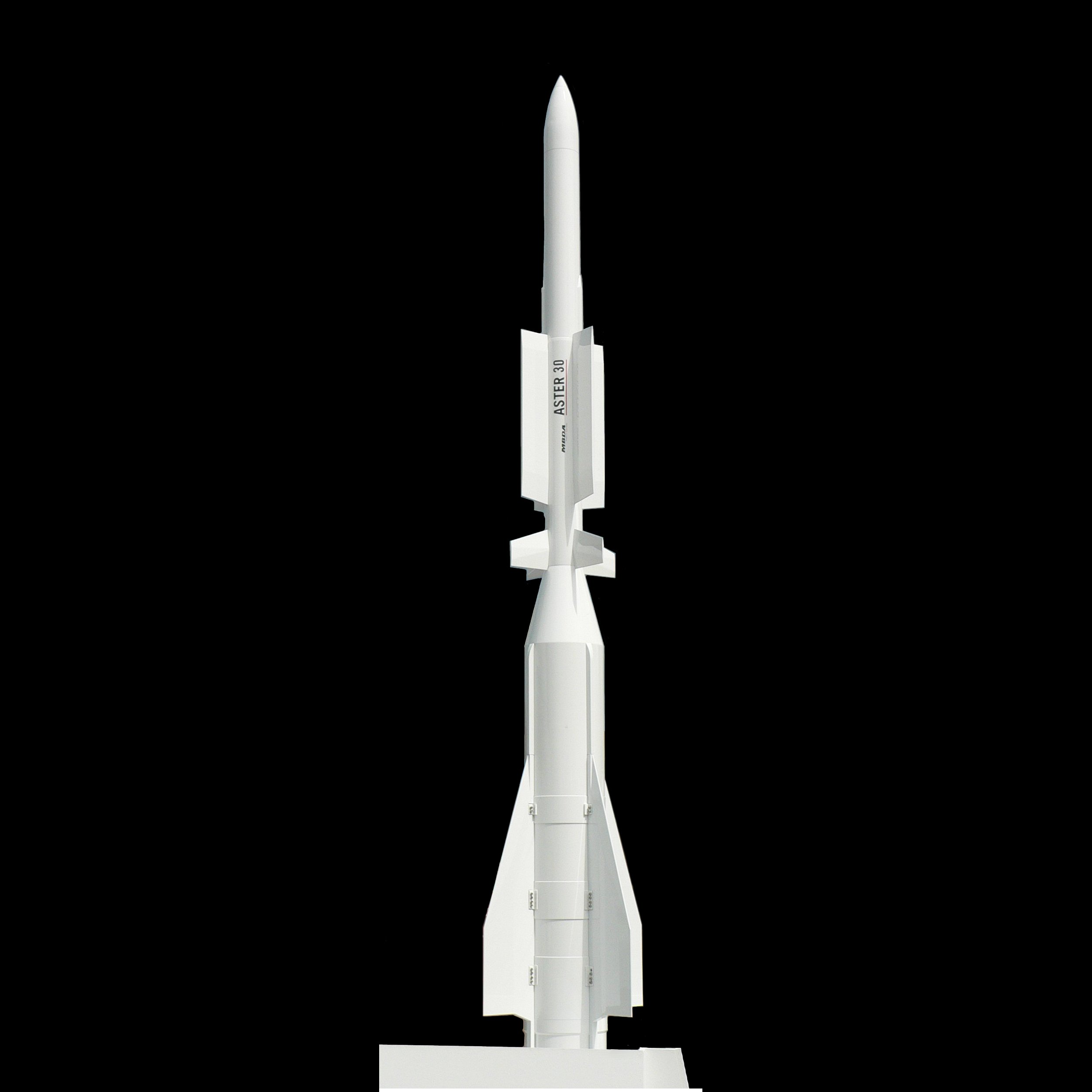
Az ASTER-30 rakéta
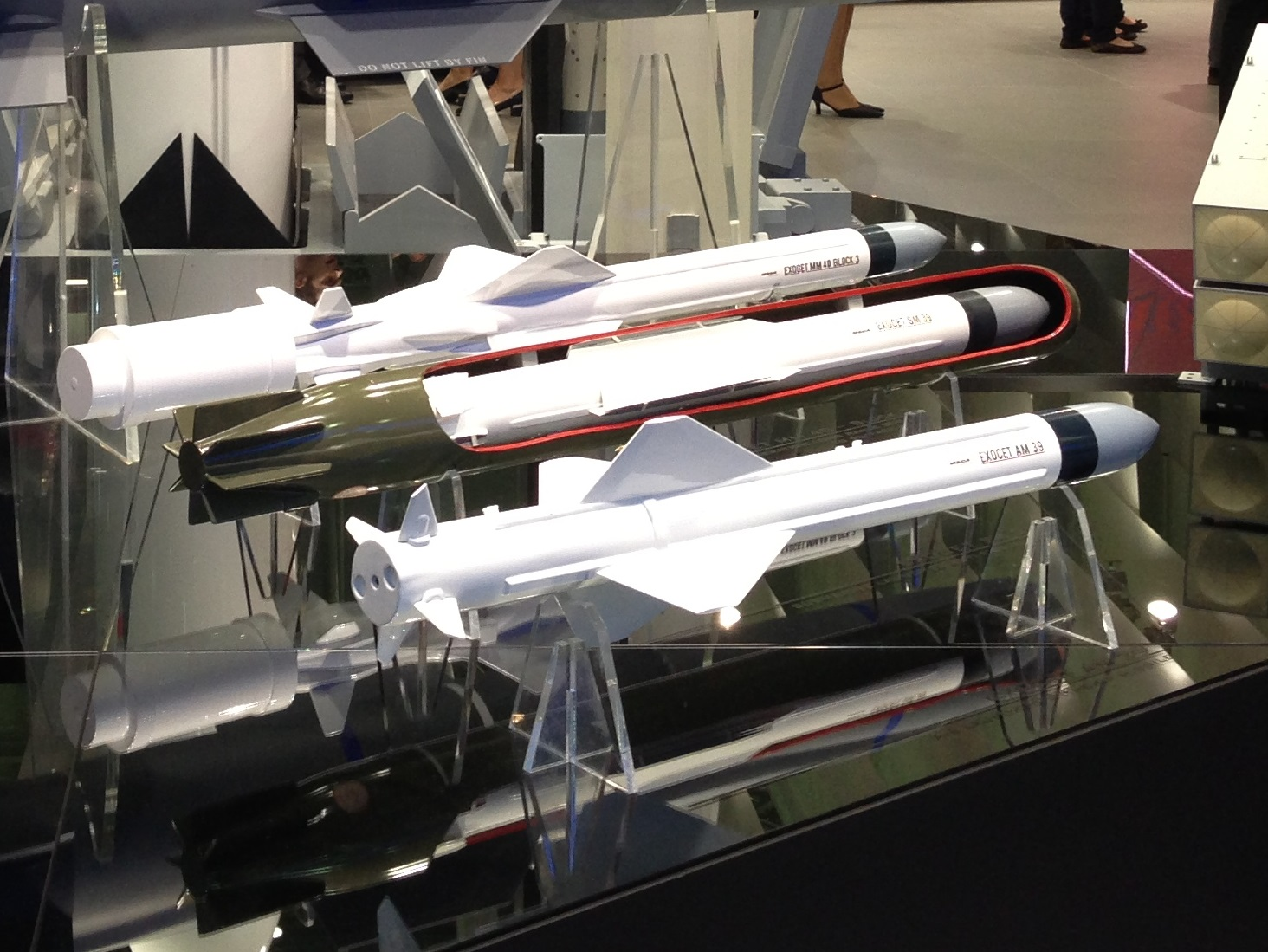
Az Exocet felszíni, vízalatti és és légi indítású változata
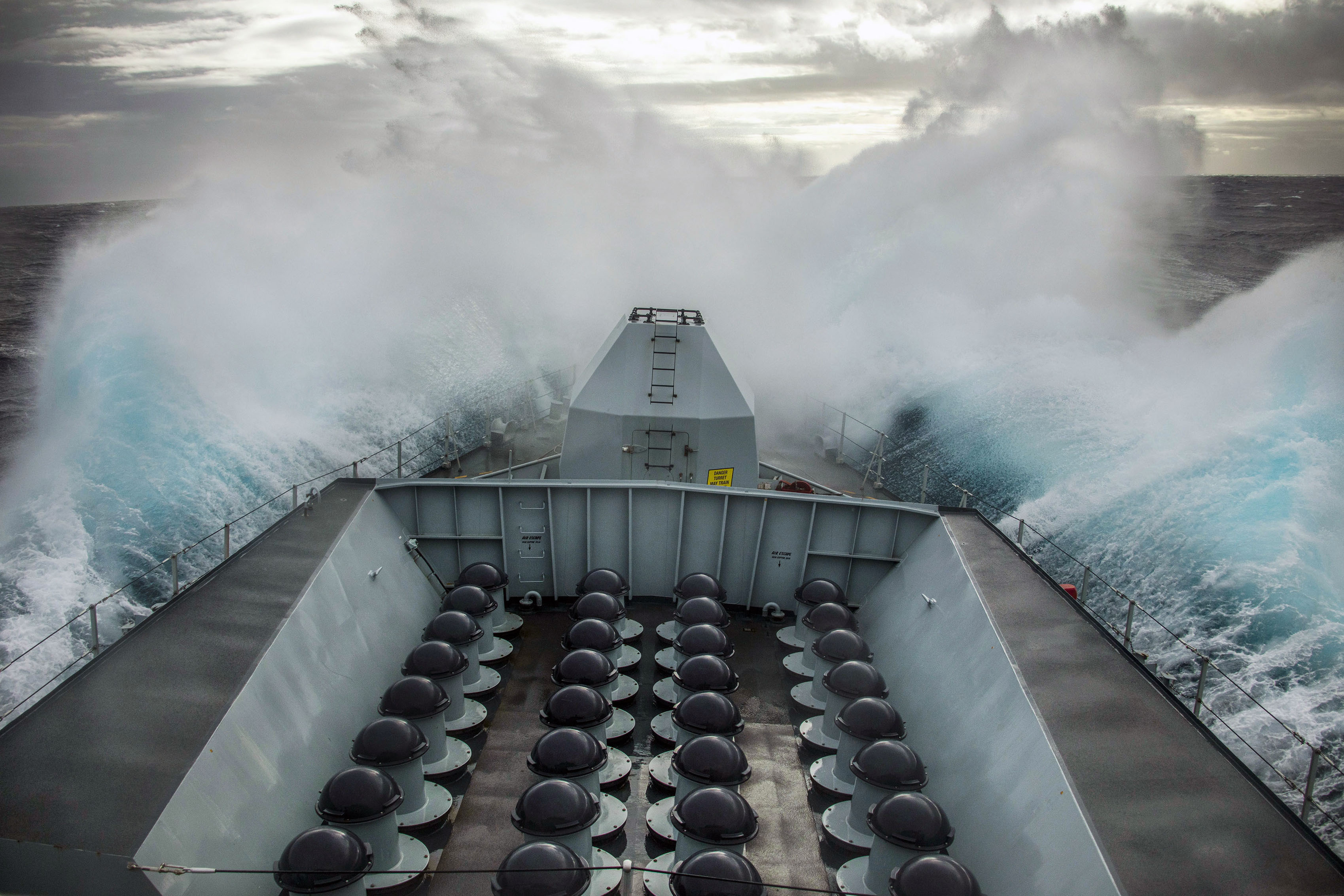
Az HMS LANCASTER Sea Ceptor indítói
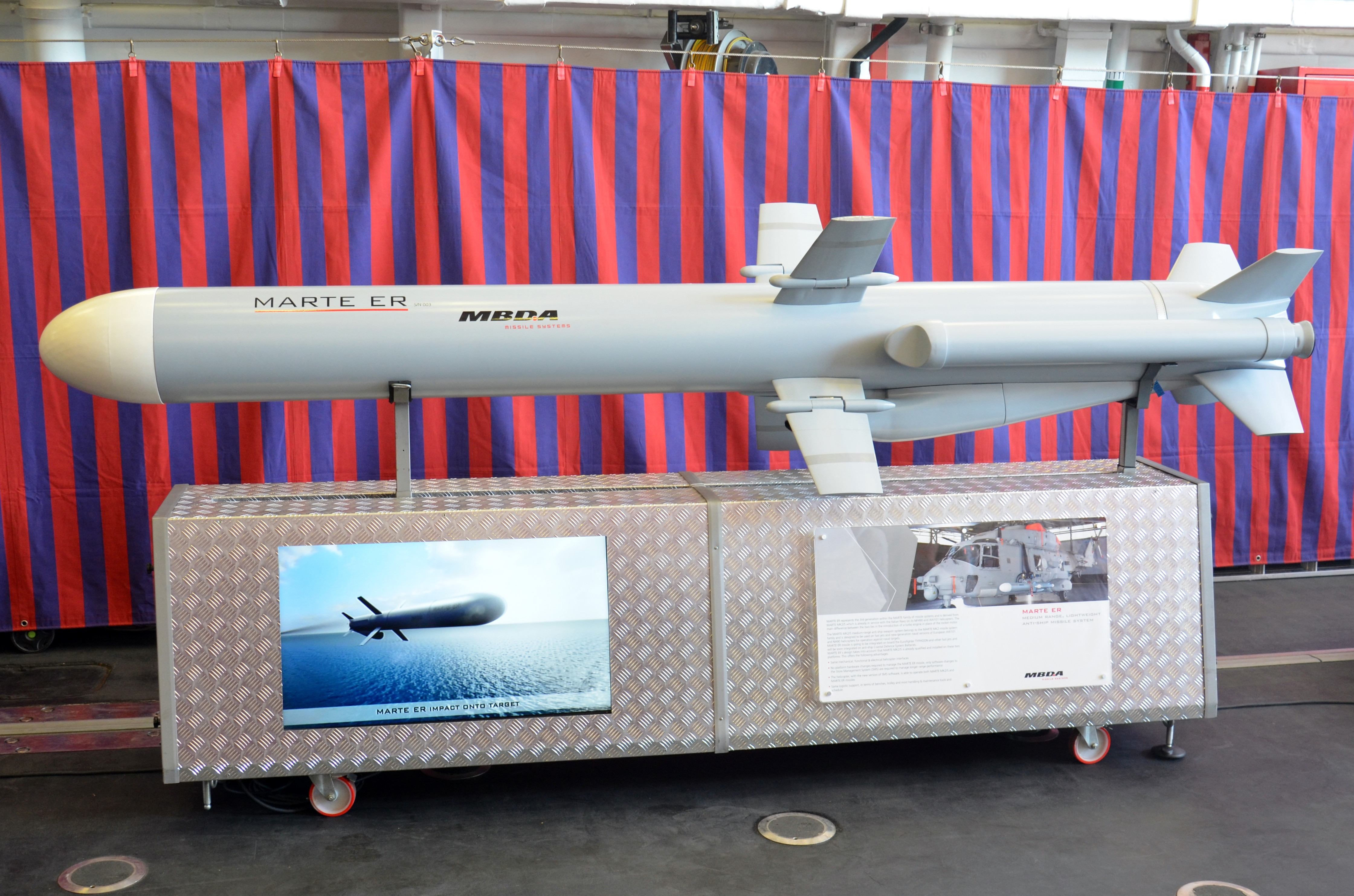
Marte ER hajó elleni rakéta
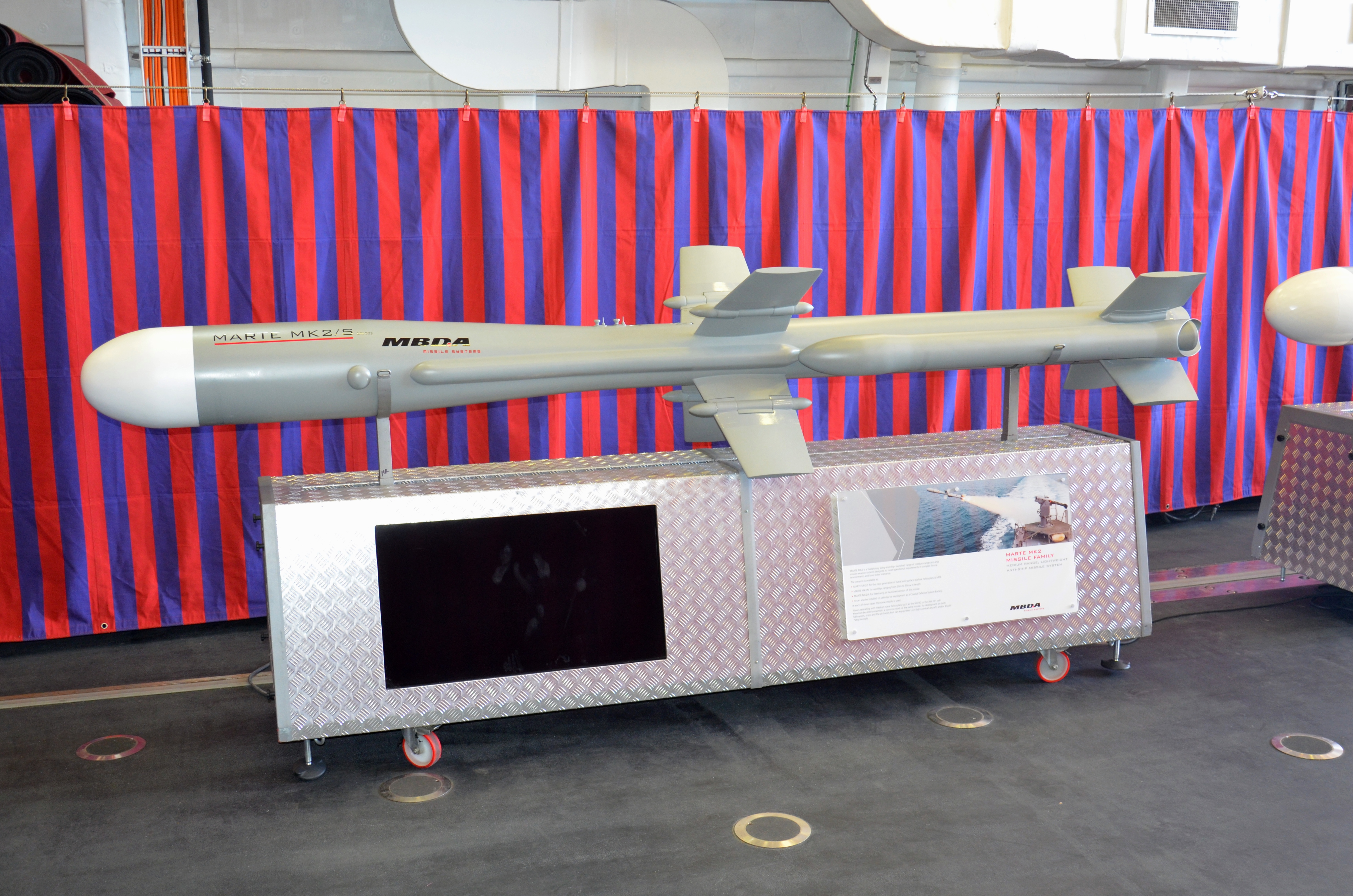
Marte Mk.2/S
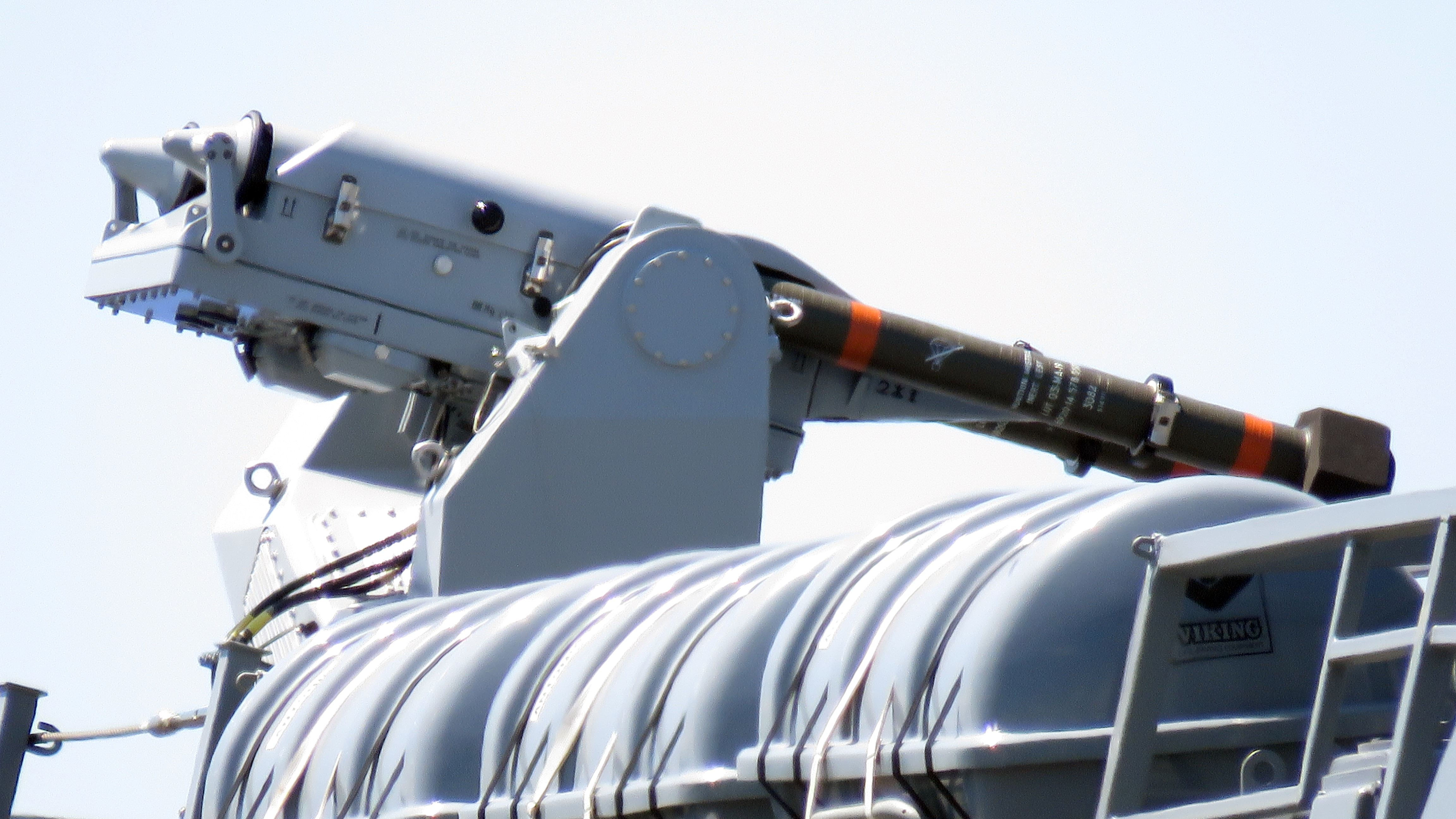
SIMBAD-RC indító